# Pataskala
Pataskala är en stad i Licking County i Ohio. Vid 2010 års folkräkning hade Pataskala 14 962 invånare.